# Miteinander für Europa
Die ökumenische Initiative Miteinander für Europa ist ein internationales Netzwerk von über 400 christlichen Bewegungen und Gemeinschaften aus Europa. Sie entstand 1999 und verbindet evangelisch-lutherische, katholische, anglikanische, evangelisch-reformierte und orthodoxe Christen ebenso wie Mitglieder von Freikirchen und neuen Gemeinden.
Sie möchte die Notwendigkeit zum Ausdruck bringen, in einem Europa, das riskiere, die ursprünglichen Werte zu verlieren und auf die ihm eigenen christlichen Wurzeln zu verzichten, miteinander die Treue zum Evangelium zu bekräftigen.
Die Initiative ist bekannt geworden durch ihre Kongresse:
- Im Mai 2004 versammelte die Initiative rund 10.000 Katholiken, Protestanten und Mitglieder von Freikirchen in Stuttgart.[3]
- Anlässlich des Kongresses 2007 würdigte Papst Benedikt XVI. die ökumenische Initiative als „glückliche, ökumenische Intuition“.[2] Der Kongress in Stuttgart wurde von „250 katholischen, evangelischen, orthodoxen und anglikanischen Gruppen, Bewegungen und Gemeinschaften“ besucht, insgesamt „9.500 Menschen aus 15 Ländern Europas“.[2] Angela Merkel, Bundeskanzlerin der Bundesrepublik Deutschland, lobte die Arbeit der Initiative: „Sie geben mit Ihrer Bewegung auch der Einheit Europas ein Gesicht und bauen mit Ihrem Netzwerk Brücken zwischen verschiedenen Völkern und Kulturen.“[4]
- Der Kongress 2012 fand in Brüssel und zeitgleich, mit ähnlichen Veranstaltungen, in 152 Städten von 22 europäischen Ländern statt.
- Im Jahr 2016 kamen Christen aus 32 Staaten nach München. Nach einem zweitägigen Kongress gab es eine öffentliche Kundgebung im Zentrum der Stadt (Karlsplatz - Stachus), an der Tausende Bürgern aus ganz Europa teilgenommen haben.